# Pierre Gaveaux

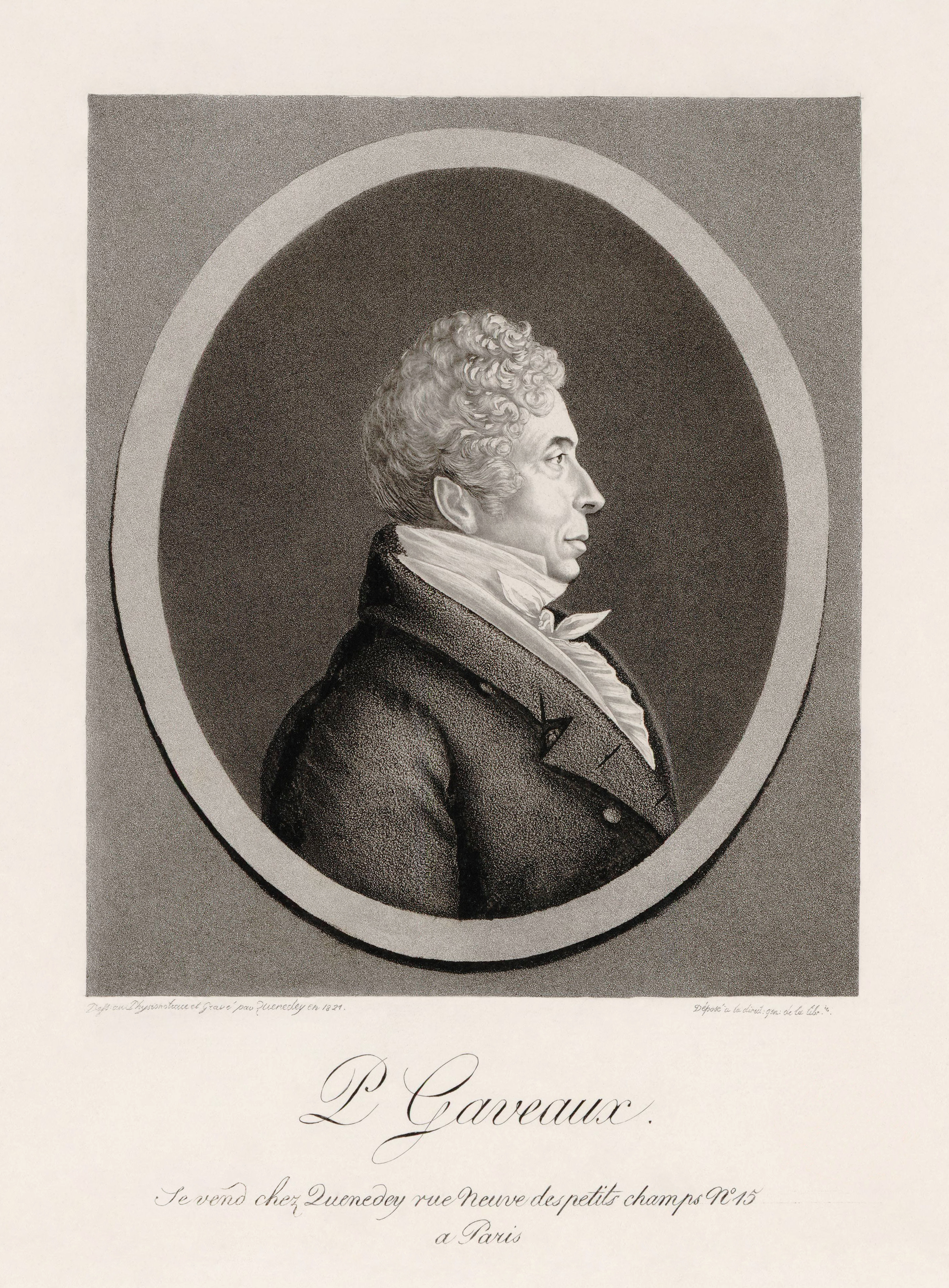
Pierre Gaveaux.

Pierre Gaveaux, född 9 oktober 1761 i Béziers, död 5 februari 1825 i Paris (drabbad av sinnessjukdom), var en fransk kompositör. 
Gaveaux var från början kyrkosångare i Bordeaux, men engagerades 1789 vid Théâtre de Monsieur i Paris. Han komponerade 35 operor, vilka kännetecknas av en naturligt enkel melodi och dramatisk stil. Till hans mer kända verk hör Le petit matelot (1795; svensk översättning "Den lilla matrosen", 1799), Le bouffe et el tailleur (1804; "Den musikaliske skräddaren", 1813) och Monsieur Deschalumeaux (1806; "Herr Des Chalumeaux" 1808), vilka även framfördes i Sverige med framgång. I Léonore ou l'Amour conjugal (1798) behandlade Gaveaux samma libretto som sedermera Beethoven i Fidelio. Även hans romanser blev populära.